# Motorlastwagenfabrik Rudolf Hagen & Cie. GmbH
Die Motorlastwagenfabrik Rudolf Hagen & Cie. GmbH war ein nur kurze Zeit bestehender Fahrzeughersteller. Rudolf Hagen wurde am 16. November 1872 in Köln geboren, sein Vater war der Batteriefabrikant Franz Josef Hagen. Um 1895 baute Rudolf Hagen seinen ersten Lastwagen, wenig später gründete er an der Aachener Straße in Köln-Müngersdorf seine Firma. Mit bis zu sechs Mitarbeitern baute er Lastkraftwagen und auch Motorlokomotiven. Die Lkw hatten einen Einzylindermotor, der durch ein starkes Laufgeräusch auffiel. Die Wagen waren so laut, dass ihnen die Kölner Polizei das Befahren der Innenstadt verbot.
Ab 1902 geriet das Unternehmen in wirtschaftliche Schwierigkeiten, sodass die Patente, Lizenzen und Fabrikationsanlagen 1903 an das Elektrotechnikunternehmen Helios in Köln-Ehrenfeld verkauft wurden. Die Kraftfahrzeugproduktion unter dem Namen HELIOS Automobilbau A.G. Köln endete 1906.